# Gäcketbach
Der Gäcketbach ist ein rund 2 Kilometer langer linker Zufluss des Talbachs auf dem Gemeindegebiet von Thalheim im Schweizer Kanton Aargau.

## Geographie

### Verlauf
Der Gäcketbach entspringt oberhalb des Hofes Bruggmatt auf 636 m ü. M. Er fliesst vorwiegend in südliche Richtung, tangiert Thalheim Unterdorf und mündet schliesslich in der Langmatt auf 418 m ü. M. von links in den Talbach.
Sein etwa 2,1 km langer Lauf endet circa 218 Höhenmeter unterhalb seiner Quelle, er hat somit ein mittleres Sohlgefälle von ungefähr 10 %.
Der Gäcketbach ist in Teilabschnitten verrohrt, unter anderem im Bereich Langmatt bis zur Mündung. Einzelne Abschnitte sind renaturiert worden.

### Einzugsgebiet
Das 1,55 km² grosse Einzugsgebiet des Gäcketbachs liegt im Jura und wird über den Talbach, die Aare und den Rhein zur Nordsee entwässert.
Es besteht zu 29,0 % aus bestockter Fläche, zu 64,0 % aus Landwirtschaftsfläche und zu 7,0 % aus Siedlungsfläche.
Die mittlere Höhe des Einzugsgebietes beträgt 584 m ü. M., die minimale Höhe liegt bei 420 m ü. M. und die maximale Höhe bei 733 m ü. M.